# Bocktjärnen, Medelpad
Bocktjärnen är en sjö i Sundsvalls kommun i Medelpad som ingår i Ljungans huvudavrinningsområde.